# Operand
En matemàtiques, un operand és una de les entrades (arguments) d'un operador. Per exemple, en
{\displaystyle 3+6=9\,}
"{\displaystyle +\,}" és l'operador, "{\displaystyle 3\,}" i "{\displaystyle 6\,}"són els operands.
La quantitat d'operands d'un operador és anomenada aritat. Basant-se en l'aritat, els operadors són classificats com  unaris,  binaris,  ternaris, etc.

## En informàtica
En els  llenguatges de programació d'ordinador, les definicions d'operador i 'operand' són gairebé les mateixes que les de matemàtiques.
Addicionalment, en  llenguatge màquina, un 'operant' és un valor (un argument) amb el qual la  instrucció, nomenada per un  mnemònic, opera. E'operant pot ser un  registre, una adreça de memòria, una constant literal o una etiqueta. Un exemple simple en l'arquitectura  PC és
 MOV DS, AX
on el valor a l'operant del registreAX ha de ser mogut al registre DS. Depenent de la instrucció, pot haver cap, un, dos o més operands.